# Улрих (Вюртемберг)
Улрих I фон Вюртемберг (на немски: Ulrich von Württemberg; * 8 февруари 1487, Райхенвайер, Елзас; † 6 ноември 1550, Тюбинген) от род Дом Вюртемберг, е третият херцог на Вюртемберг през 1498 – 1519 и 1534 – 1550 г. Той е също граф на Мьомпелгард през 1498 – 1526 и 1534 – 1542 г.

## Живот
Улрих е роден с името Айтел Хайнрих (Eitel Heinrich) като син на слабоумния граф Хайнрих фон Вюртемберг (1448 – 1519). Майка му графиня Елизабет фон Цвайбрюкен-Бич умира на 17 февруари 1487 г. няколко дена след раждането му. Баща му се жени на 21 юли 1488 г. за графиня Ева фон Салм.
Улрих е възпитаван в Щутгарт в двора на херцог Еберхард I Брадатия, братовчед и по-късен опекун на баща му. При кръщението му той получава името Улрих.
По нареждане на немския крал Максимилиан I през 1498 г. управляващият херцог на Вюртемберг, бездетния Еберхард II (чичото на Улрих), е свален и Улрих, на 11-годишна възраст, е поставен на неговото място като третия херцог на Вюртемберг. Неговия надзор поемат представители на племената под ръководството на наследствения маршал Конрад Тумб фон Нойбург. Тогава Улрих е сгоден по стратегически причини за 6-годишната племенница на Максимилиан I, Сабина Баварска.
През 1504 г. Улрих се отличава като командир на войската в Ландсхутската наследствена война, с което той спечелва територии в Пфалц. През 1508 г. 21-годишния Улрих се интересува повече от Елизабет, дъщерята на маркграф Фридрих II от Бранденбург-Ансбах, която живее в Нюртинген.
15 години след годежа, по нареждане на коронования вече за император Максимилиан I, Улрих се жени за Сабина в Щутгарт на 2 март 1511 г. Празненството трае 14 дена, повече от 7000 гости били поканени. Гражданите са хранени безплатно около двореца на Щутгарт. Бракът протича нещастно.
През 1512 г. той напуска Швабския съюз. Улрих има връзка с дъщерята на своя наследствен маршал, Урсула Тумб фон Нойбург, която се омъжва за щалмайстър Ханс фон Хутен, който Улрих убива в караница на 7 май 1515 г.
Сабина му ражда две деца Анна и Христоф. Няколко месеца след раждането на Христоф тя бяга от двореца в Нюртинген през ноември 1515 г. в двора на родителите си в Мюнхен. Децата остават първо при баща им в Щутгарт. Войските на Улрих изгарят някои от дворците и селата на своя близък, баварският съветник Дитрих Шпет († 1 декември 1536), който е помощник в бягството на Сабина. Улрих отказва да плаща издръжка на Сабина.
След смъртта на император Максимилиан I на 12 януари 1519 г. Улрих започва война против Швабския съюз през пролетта на 1519 г., който е под ръководството на херцог Вилхелм от Бавария. Улрих е победен от Швабския съюз и изгонен. Съюзът завладява на 26 април дворец Хоентюбинген и завежда намиращите се там деца Анна и Христоф при Сабина в Мюнхен. След изгонването на Улрих, Сабина и децата отиват да живеят в Урах.
Улрих става отново господар над Вюртемберг след битката при Лауфен през 1534 г. През 1546 г. император Карл V завладява Вюртемберг и задължава Улрих през 1548 г. да признае Аугсбургския Интерим.
Улрих умира през 1550 г. и е погребан в манастирската църква Тюбинген. Неговият син Христоф го последва на трона.

## Деца
Улрих и Сабина имат две деца:
- Анна (* 13 януари 1513; † 28 юни 1530, Урах от чума)
- Христоф (* 12 май 1515, дворец Урах; † 28 декември 1568, Щутгарт).